# Varanus telenesetes
Il varano arboricolo di Rossel (Varanus telenesetes Sprackland, 1991) è una specie della famiglia dei Varanidi endemica dell'isola di Rossel. Appartiene al sottogenere Euprepiosaurus ed è uno dei membri del gruppo prasinus. È stato descritto a partire da un unico esemplare catturato da Sprackland nel 1991.

## Descrizione
È di colore prevalentemente nero sul dorso, ma il ventre è color crema con macchie marroni. La gola è striata. La lingua è gialla. Le squame della testa sono grandi, piatte e lisce. Può raggiungere i 70 cm di lunghezza.

## Distribuzione e habitat
V. telenesetes vive solamente sull'isola di Rossel. È la specie del gruppo prasinus dall'areale più orientale. Il suo parente più stretto, il varano arboricolo smeraldino, vive in Nuova Guinea, a 330 km di distanza da Rossel.

## Biologia
Non sappiamo quasi nulla sulle abitudini di questa specie, ma si ritiene che siano simili a quelle delle altre specie arboricole del gruppo prasinus.